# Stéphane Sauvé
Stéphane Sauvé, est un millitant pour la cause des seniors LGBTQI+. 
Directeur d'Ehpad, il quitte son poste pour créer Rainbold Society et l'association Les Audacieuses & Les Audacieux afin de construire la première maison de retraite LGBT.

## Biographie
Stéphane Sauvé est ingénieur de formation d'origine basque. 
Stéphane Sauvé travaille comme cadre chez Bouygues Telecom, quand il entreprend une formation pour devenir directeur d'Ehpad janvier 2013 à mai 2015. Il est lors engagé bénévolement auprès de personnes âgées. 
Après avoir obtenu le diplôme du CAFDES, requis en France pour diriger un Ehpad, il devient directeur de l'Ehpad Sainte-Marthe à Bobigny en 2015, puis l'année suivante, en septembre 2016, il prend la direction de l'Ehpad COS Jacques Barrot dans le 17ème arrondissement de Paris, supervisant 100 résidents, une unité de vie protégée de 16 chambres, un PASA de 14 places et une équipe de 62 employés.
Il a l'habitude d'organiser des repas endimanchés entre résidents et aides-soignants pour créer du lien social, où il sert les plats lui-même.

### Entrepreneuriat social
En janvier 2017, il quitte son poste de directeur d'Ehpad, frustré par les limites du poste et révolté par les injustices, la discrimination et l'homophobie envers les personnes âgées. Il décide d'aider les seniors LGBT à vieillir dignement et sans discrimination, favorisant un environnement inclusif.
« Étant moi-même gay, c’est une problématique qui me touche au quotidien, tout comme mes proches. On se demande comment nous allons vieillir sans devoir redevenir invisibles ou retourner dans le placard. » dit-il lors d'un interview pour le magazine NEON
Il commence à rencontrer des incubateurs de start-up axés sur l'entrepreneuriat social, tels que La Ruche, Ticket for Change et MakeSense.
Pour lutter contre la marginalisation des seniors LGBT qui face aux moqueries préfèrent cacher leur orientation sexuelle, Stéphane fonde Rainbold Society.
En décembre 2017, Stéphane Sauvé fonde l'association Les Audacieuses & Les Audacieux, où, avec l'aide d'une équipe de bénévoles, il met en place diverses activités, ateliers et groupes de discussion. Ces initiatives ont pour but de favoriser l'inclusion des seniors LGBT et de promouvoir une cohabitation harmonieuse au sein de la communauté.
Reconnue d'utilité publique en 2019, l'association développe ses activités à Paris et en région. Elle programme des conférences-débats chaque mois, où des intervenants de renom viennent échanger avec les membres sur les enjeux liés au vieillissement de la société.
Stéphane Sauvé, en réponse aux difficultés rencontrées par les seniors LGBT, conçoit La Maison de la Diversité. Ce projet de Rainbold Society, vise à créer un espace de vie partagé et collaboratif à la Croix Rousse où les seniors LGBT peuvent résider et vieillir en sécurité sans dissimuler leur orientation sexuelle.
L'association Les Audacieuses & Les Audacieux collabore avec la startup Rainbold Society sur le projet de la Maison de la Diversité, mais elle opère également de manière indépendante pour renforcer le lien social.

## Prix
Le 29 mars 2018, le Trophée SilverEco 2018 lui est décerné dans la catégorie Meilleure Innovation Hébergement Collectif, en reconnaissance de son engagement dans le domaine de l'amélioration de la qualité de vie pour les personnes âgées.